# Stephanie Lose
Stephanie Lose (ur. 14 grudnia 1982 w m. Løgumkloster) – duńska polityk i działaczka samorządowa, wiceprzewodnicząca liberalnej partii Venstre, w 2023 minister bez teki, od 2023 minister gospodarki.

## Życiorys
W 2006 ukończyła studia ekonomiczne na Uniwersytecie Południowej Danii. Pracowała w Jyske Banku jako analityk i doradca inwestycyjny, a także jako wykładowczyni w instytucji edukacyjnej Erhvervsakademi Sydvest w Esbjergu. Zaangażowała się w działalność polityczną w ramach partii Venstre. Po utworzeniu na mocy reformy administracyjnej regionu Dania Południowa weszła w skład rady regionalnej. W 2015 wybrana na przewodniczącą władz tego regionu, uzyskiwała następnie reelekcję. W latach 2018–2021 kierowała Danske Regioner, organizacją reprezentującą interesy duńskich regionów. W 2021 została wiceprzewodniczącą swojego ugrupowania.
W marcu 2023 powołana na ministra bez teki czasowo kierującym ministerstwem gospodarki w rządzie Mette Frederiksen. Zastąpiła Troelsa Lunda Poulsena, który wcześniej przejął obowiązki ministra obrony (w związku z chorobą Jakoba Ellemanna-Jensena). Stanowisko ministra zajmowała do końca lipca 2023; powróciła następnie do kierowania regionem Dania Południowa. W październiku 2023 przejęła czasowo obowiązki przewodniczącego partii (gdy z kierowania Venstre zrezygnował Jakob Ellemann-Jensen). Pozostała na funkcji jej wiceprzewodniczącej, gdy w listopadzie tegoż roku na czele ugrupowania stanął Troels Lund Poulsen. W tym samym miesiącu powróciła do duńskiego rządu, obejmując w nim urząd ministra gospodarki.